# Kupiuka taruman
Kupiuka taruman – gatunek pająka z rodziny skakunowatych i podrodziny Heliophaninae.

## Taksonomia
Gatunek ten opisany został po raz pierwszy w 2010 roku przez Gustava R.S. Ruiza na łamach „Zootaxa”. Jako lokalizację typową wskazano Rio Tarumã-Mirim w gminie Manaus w brazylijskim stanie Amazonas. Epitet gatunkowy pochodzi od tejże lokalizacji.

## Morfologia
Holotypowa samica ma ciało długości 2,15 mm przy karapaksie długości 1,27 mm, szerokości 0,77 mm i wysokości 0,42 mm. Karapaks jest ciemnobrązowy z wąskim paskiem białych łusek na brzegach, krótkim i wąskim, pośrodkowym, podłużnym paskiem z białych łusek za jamką oraz białymi paskami poprzecznymi ciągnącymi się od oczu tylnych do krawędzi nad biodrami drugiej pary. Bardzo niski nadustek porastają białe łuski. Barwa szczękoczułków jest ciemnobrązowa, a zaokrąglonych szczęki, wargi dolnej i sternum jasnobrązowa. Nogogłaszczki są żółte. Odnóża są jasnobrązowe. Kolejność ich par od najdłuższej do najkrótszej to IV, III, I, II. Wierzch opistosomy (odwłoka) jest ciemnobrązowy z łukowatym, jasnym znakiem na przedzie, spód zaś żółty. Kądziołki przędne są jasnobrązowe.
Genitalia samicy cechują się płytką płciową z parą bocznych ostróg w tylnej części i poskręcanymi otworami oraz długimi przewodami kopulacyjnymi z wąskimi spermatekami dodatkowymi.

## Rozprzestrzenienie
Gatunek neotropikalny, południowoamerykański, endemiczny dla stanu Amazonas w Brazylii.